# Progarypus
Progarypus es un género de arácnido del orden Pseudoscorpionida de la familia Olpiidae.

## Especies
Las especies de este género son:
- Progarypus gracilis Mahnert, 2001
- Progarypus liliae Mahnert, 2001
- Progarypus longipes Beier, 1964
- Progarypus marginatus Beier, 1964
- Progarypus nigrimanus Mahnert, 2001
- Progarypus novus Beier, 1931
- Progarypus oxydactylus (Balzan, 1887)
- Progarypus peruanus Beier, 1959
- Progarypus ramicola (Balzan, 1887)
- Progarypus setifer Mahnert, 2001